# ダイナマイトポップス
ダイナマイトポップスは、日本のお笑い系歌謡曲ロックバンド。1994年結成。東京・渋谷（原宿）クロコダイルに年4回出演中。

## メンバー
- OKカワニシ（結成当初：リッチー河西）ヴォーカル／総合司会
  - モータージャーナリストという別の顔を持つ。最近ラジオのパーソナリティもつとめ、ミュージシャンというよりも、トークで頭角を現している。
- ポッキー宮沢　ヴォーカル（結成当初はベース）
  - 「10人未満を相手に行うパフォーマンスは絶品」と評される小心者。女性の音域を超えるハイトーンボーカルとモノマネ技術が売り。
- バッキー吉田　ギター／ヴォーカル
  - 演歌からヘビメタ、スリーフィンガーからライトハンド奏法まで何でも再現する「ギターテクニックのデパート」として定評がある。愛称は「巨匠」
- エスパーTOMOKO（結成当初：DJトモコ）　キーボード／ヴォーカル
  - 主に女性アイドル系ボーカルを担当するが、演歌も得意である。マニアックなファンが多いことで有名である。
- リラックス橋本（結成当初：デラックス橋本）　ベース／ヴォーカル
  - ダイナマイトポップスの中で最も知能指数が高く、ベーステクニックもプロから賞賛されるほどの腕前であるが、曲名を覚えるのが苦手。
- ヨハネパウロ三浦　キーボード／ヴォーカル
  - メンバーの中では唯一現役プロミュージシャンである。演奏技術はもちろん、色物ボーカリストとしてのパフォーマンスも一流である。
- 歌姫'Z（みい＆はる）　コーラス／ヴォーカル
  - ゴスペルで鍛えた発声法で、リードボーカルを食うほどの声量と歌唱力を持つ。ピンクレディなどのコスプレも堂々と披露する役者でもある。
- 笹井ぱんだ（サポートメンバー）　パーカッション
  - 後出の竹田ローズが転勤のため活動中止となり、急遽抜擢されたが、同氏のカムバックにより現在活動休止中。
- コモエスタ平坂　ドラム／ヴォーカル
  - カーマインアピスやジョンボーナムを崇拝するハードロックドラマーで、とにかく音がデカい。かたわらでデザイン会社を経営している。
- エンジェル浅野（特別メンバー）　ギター／ヴォーカル
  - 本名・浅野孝已、ゴダイゴのギタリストである。ダイナマイトポップスの活動に賛同いただき、特別メンバーとして参加いただいている。
- 竹田ローズ（活動再開）　パーカッション／ヴォーカル
  - パーカッション担当ではあるが「ダイポプの飛び道具」との異名を持つ。最も得意な出し物は、中条きよしの「うそ」と「理由」。
- マサ齋藤（1994年〜1999年）　ピアノ／ヴォーカル
  - 結成時のオリジナルメンバーで、ピアノをこよなく愛する。中身はほぼアメリカ人で、寝言も英語。痛いと「アウチ」と言う。
- ナイスショット松岡（1994年〜1996年）　ベース
  - 当初はポッキー宮沢がベースを担当していたが、ヘタクソであったため難しい曲は彼が弾いていた。某メガバンクの業務が忙しく脱退。
- 菊田2000GTターボ（1999年〜2000年）　ベース
  - マサ齋藤とともに一時期デラックス橋本も脱退（その後復帰）、不在の際にベースを担当してくれた恩人である。
- サハフ情報相（運営事務局）　広報担当
  - ダイナマイトポップスのPR活動を行う謎の人物。Facebookページやブログの毒舌で有名。「ですな」が口癖である。

## 概要

### バンドコンセプト
かつてハードロッカーとして鳴らしていたバッキー吉田（G）とコモエスタ平坂（Dr）が、1993年頃「バンドを作ろう」と動き出したのが結成のきっかけとされている。バンドに関しては隅々まで経験をした二人が考えていたのは「中途半端なオリジナル曲を延々演奏してどっちらけるバンドだけは避けたい。どうせ今の仕事を捨ててプロバンドに専念する気などないわけだから、みんなが知っているヒット曲しかやらないバンドをやる」という考え方だった。そうなると曲の中心は自然と誰もが知る日本の歌謡曲となり、ベンチマークは二人が師と仰いでいた沢田研二に決まる。そして「日本一ヒット曲を持つバンド」を目指し、観客を飽きさせないトークと笑い、そして誰もが一緒に歌える有名な曲を次から次へと演奏する、というコンセプトのもと、ダイナマイトポップスは誕生した。1994年のことである。

### ライブ活動
現在（2020年）では、東京・渋谷、原宿にあるライブハウス「クロコダイル」に出演、年に4回ほどライブを行い、毎回満員にする。2002年頃までは、東京・赤坂にある「赤坂グラフィティ」にも出演しており、一時期は毎月、しかも1日4ステージをこなしていた。その他、1996年大晦日に内田裕也主催の「 24th NEW YEAR ROCK FESTIVAL（浅草）」に出演。1998年3月には赤坂BLITZで行われた「Mac 'N' Roll Night」に出演、カロゴンズと競演。

### 著名人ゲスト出演
ダイナマイトポップスのライブにゲストとして出演した著名アーティストとしては、浅野孝已（ゴダイゴ）、ジョー山中、鳥塚しげき（ザ・ワイルドワンズ）、三原じゅん子、晃（フィンガー5）、飯野竜彦（元FLYING KIDS）、角田信朗、大森隆志（元サザンオールスターズ）、リリーズ、ジェリー藤尾、カロゴンズ、葛城ユキ、西口久美子（青い三角定規）、ふとがね金太（ツイスト）など。